# Utrechtsebaan

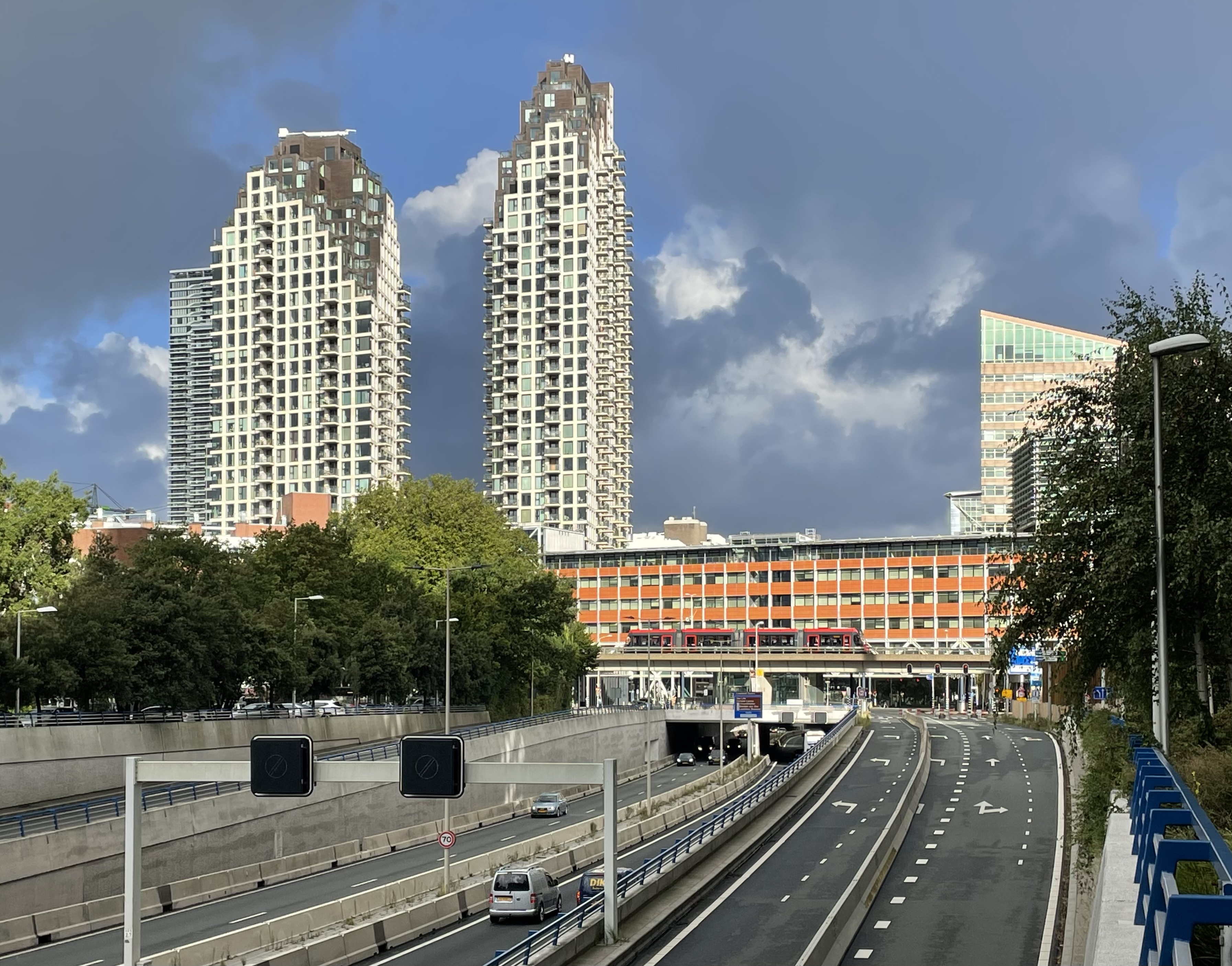
Bij het binnenrijden van Den Haag

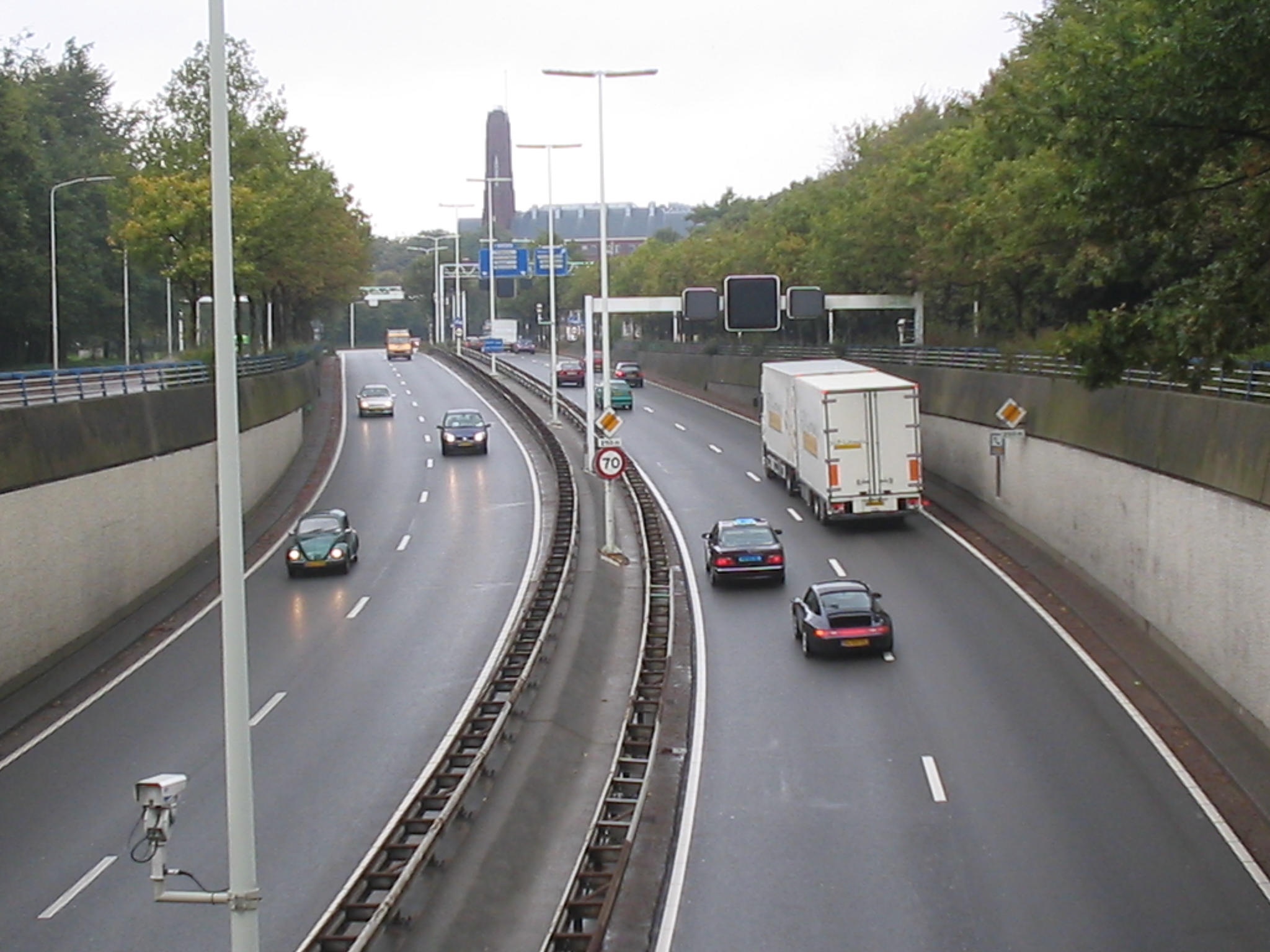
De Utrechtsebaan gezien vanaf de Malietoren

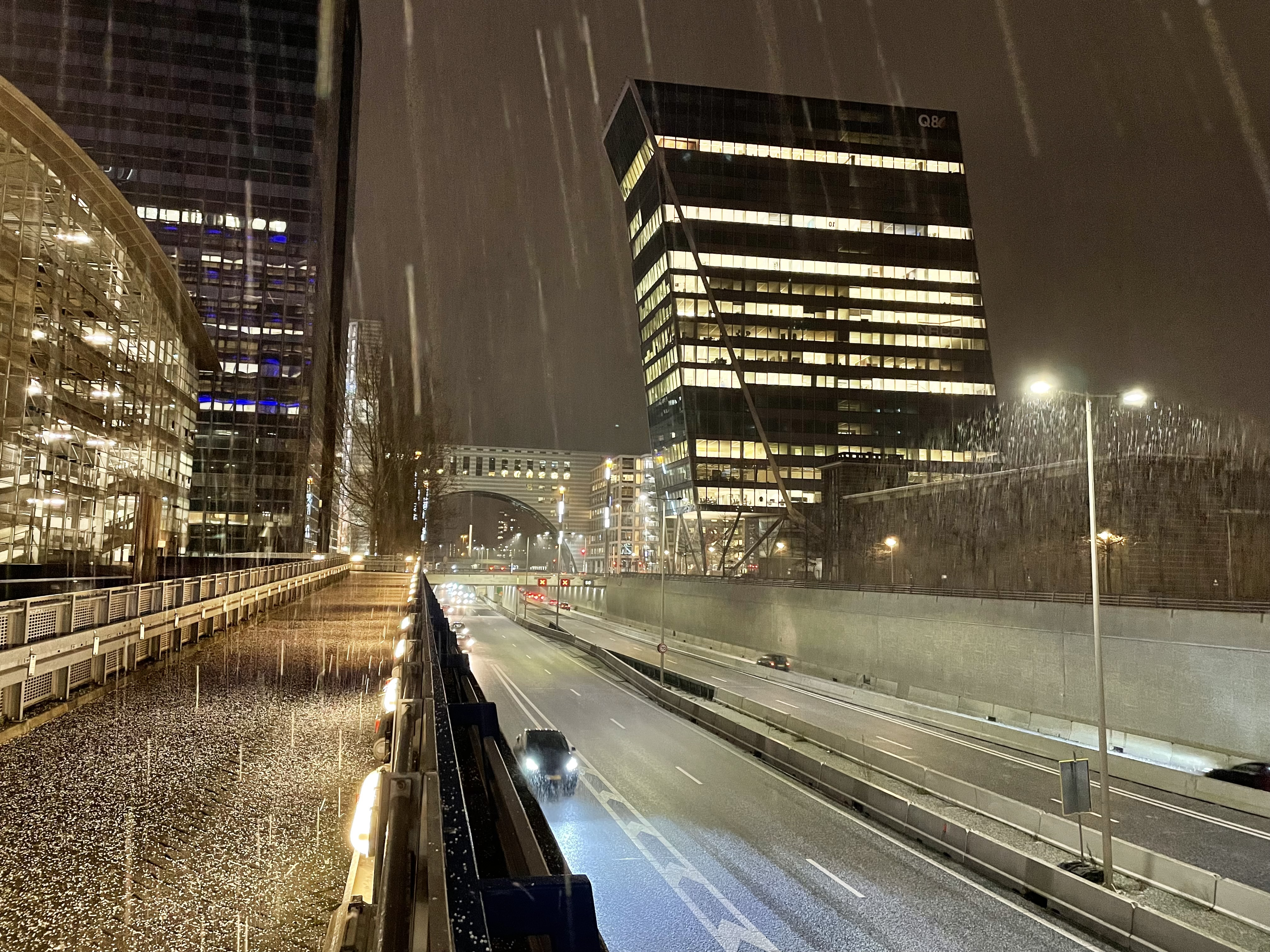
's Nachts tijdens een hagelbui

De Utrechtsebaan (vaak onjuist geschreven als Utrechtse Baan) is een weg in Den Haag. De weg sluit vanuit het westen aan op de A12 van Den Haag via Utrecht naar de grens met Duitsland. De Utrechtsebaan is dus zelf geen onderdeel van de rijksweg, al draagt deze wel het nummer A12. De weg wordt beheerd door de gemeente Den Haag. Het is de belangrijkste wegverbinding tussen het Haagse wegennet en het Rijkswegennet sinds de openstelling van het wegvak op 29 december 1976.
De weg begint op de Zuid-Hollandlaan/Benoordenhoutseweg en loopt vervolgens tussen het Malieveld en het Haagse Bos door. 
De weg moest voor snellere doorstroming zorgen, maar een uur na de opening stond de eerste file er al. De Utrechtsebaan staat er om bekend dat er altijd files zijn. Vanwege de aanleg in 1973 moest de Boslaan sterk verbreed en rechtgetrokken worden. Een deel van het bos stond in de weg, en daarom werden vele bomen verplaatst naar de Koekamp.
Over de oude Boslaan tussen de Benoordenhoutseweg en de Bezuidenhoutseweg reden ooit tramlijnen 7, 12 en 15. Tramlijnen 12 en 15 waren tijdelijke zomerlijnen. Tramlijn 7 reed vanaf 1906 en werd in 1966 opgeheven omdat deze lijn te onrendabel was. Dat maakte het aanleggen van de Utrechtsebaan ook makkelijker. Tussen de Koekamplaan en de Benoordenhoutseweg reed van 1928 tot en met 1966 ook de Gele Tram naar Wassenaar en Leiden over de Boslaan.
Een aantal kantoorgebouwen is over de Utrechtsebaan heen gebouwd. Prominente gebouwen zijn de Malietoren en de Haagse Poort. Dit dubbel grondgebruik is een van de oplossingen voor het tekort aan bouwgrond in Den Haag. Het gebouw De Haagsche Zwaan hangt deels over de weg, zie de foto hiernaast.
Aangezien de verkeersdrukte sinds de aanleg erg is toegenomen, is de Rotterdamsebaan aangelegd. Deze werd in februari 2021 geopend.
In 2022 is de Utrechtsebaan voor het eerst geheel gerenoveerd. Dit duurde vijf maanden.
Van 2022 tot en met 2024 kwam de weg regelmatig in het nieuws omdat deze werd gebruikt voor blokkades door deelnemers aan protesten vanuit milieuactivisme.